# Pandarus cranchii
Pandarus cranchii är en kräftdjursart som beskrevs av Leach 1819. Pandarus cranchii ingår i släktet Pandarus och familjen Pandaridae. Inga underarter finns listade i Catalogue of Life.